# 受験のシンデレラ
『受験のシンデレラ』（じゅけんのシンデレラ）は、2008年公開の日本映画。受験、緩和ケア、格差社会をテーマにした作品で、2007年に撮影が行われた。
テレビのコメンテーターとしても活躍している精神科医・和田秀樹の初監督作品で、第5回モナコ国際映画祭では作品賞、主演男優賞、主演女優賞、脚本賞の4冠に輝いた。カラー／35mm／dtsステレオ作品。
連続ドラマ化されてNHK BSプレミアムにて2016年に放送されている。

## 登場人物
遠藤真紀
演 - 寺島咲
生活保護の母児家庭に住む16歳の美少女。小学3年生頃から父親が浮気を重ね、中学入学時に離婚。母親と祖母が切り盛りする洋品店の実家に戻る。しかしまもなく祖母が癌で死に、店を継いだ母親は店番を娘に任せ、自分は仕事もせず酒や男遊び、浪費を繰り返す。利発な子だが、家庭の教育力のなさから勉強が嫌いになる。何とか入学した都立高校も、貧しさが原因で1か月でやめざるをえなくなる。それ以降は、何もしない母に代わり、宅配のバイトと家事を行っている。母の浪費が原因で借金取りが家に来るようになり、結婚をちらつかせてきた彼氏に振られ、元父は別の女性と暮らしていることが分かり、自暴自棄になって水商売を始めようとしたとき、五十嵐と出会う。持ち前の根性とハングリー精神から、五十嵐の指導の下、東大を目指して勉強していく。頼れる友達も家族もいなかった真紀にとって、五十嵐は初めて信頼できる、温かい存在となり、次第に好意も抱いていくが、伝えることはなかった。最終的に東京大学文科二類に合格する
五十嵐透
演 - 豊原功補
受験界のカリスマで、東大合格率9割を誇るミチター・ゼミナールの講師。灘中学校・高等学校、東京大学医学部医学科卒。小学校時代からませていて、新聞や深夜ラジオが好きだった。頭の回転は速かったが、中学で勉強をさぼっているうちに優秀な同級生に抜かれていく。しかし、高校2年生で政治家になるために医学部に入る、という夢ができてから、様々な独自の勉強法を開発し、東大に合格する。父親は普通のサラリーマンで、母親がパートに出てやっと学校に通える、という金持ちの同級生が多かった中では貧乏だと自覚していた。「教育にお金をかけられる家だけが東大に入れるのはおかしい」「あきらめる人生なんて誰にもあゆませない」という正義感から、東大の仲間と基に、根津のアパートで塾を始める。しかし、「公立から東大に入れる塾」としてマスコミがリークし、大学卒業頃には生徒が沢山集まるようになる。それ以降はかつての正義感が消え、金儲けに走るようになる。富も名声も手にしたがどこか充実感も感じられなくなった頃、がんを宣告される。自暴自棄になっていたころ、真紀と出会い、当初の正義感を思い出し、残りの人生で彼女を東大に合格させることにする。合格発表の3日前に、母校の東大病院でなくなる。両親を早くに亡くして独身で天涯孤独だった。
小宮
演 - 田中実
東京大学病院緩和ケア部医師。五十嵐の東大理三から医学部時代の同級生で、一緒にミチターゼミナールを始める。設立当初は短期間で東大英語に対応することが難しかったことから、フランス語受験をするというテクニックを持つ不思議な男。しかし、塾が金儲けに走るようになってから、大学卒業後、東大病院に勤務する。がんになった五十嵐の主治医となる。
遠藤千枝子
演 - 浅田美代子
父親が女を作って家を出て、1人小さな洋品店を経営する母に育てられる。店はおしゃれではなかったが、母がそれなりにニーズをつかみ、また持ち前の愛想良さで、「何か買わなきゃ悪い」という雰囲気を作るのがうまかったため、母子家庭ながら不自由ない生活をしていた。昔からおしゃれには敏感で、服飾専門学校卒業後、有名なアパレル会社に勤める。そこで知り合った男と結婚し、真紀を出産するが、夫がモデルやデザイナーと浮気を重ねたことが我慢できず、離婚。実家に戻るが母が癌で死に、それ以来「変に収入が出ると生活保護費を減らされる」と屁理屈をつけ、毎晩のように飲み歩き、男遊び、浪費を繰り返し、娘には平気で水商売を強く勧める。
木村秀一
五十嵐の小中高大時代の同級生でミチター・ゼミナールの事務長。開業医の息子でお手伝いさんが夜食を作ってくれるようなお屋敷で育った。しかし灘校では、からかわれたりゴミ箱の中に閉じ込められたりするなど、いじめに遭う。五十嵐の勉強法の実験台になっていた。五十嵐と一緒にいたことで低迷していた成績も向上し、年収も大学病院の医師時代から上昇したため五十嵐には頭が上がらない。
宇佐見
五十嵐とミチターゼミナールを創始したメンバーの一員。東大で演劇に打ち込んで1年生を3回やっていた頃に五十嵐達と出会う。医学部ばかりのメンバーだったため貴重な文系の存在だった。大らかだが最後は金儲けに走る五十嵐と喧嘩別れのようになり、新しい都立高校の教師をやっている。
- 六角精児
- 徳井優
- モロ師岡
- 山田玲奈
- 梶原しげる
- 片岡信和
- 林真理子
- 星ようこ
- 辰巳琢郎
- 滝直希
- 橋爪淳（友情出演）
- 清水圭（特別出演）

## スタッフ
- 製作 - 有限会社緑鐵、株式会社和田塾緑鐵舎
- 監督 - 和田秀樹
- 製作者 - 和田寿栄子、和田由起子、日守研
- 脚本 - 武田樹里
- 脚本協力 - 高橋麻紀
- 試験問題監修 - 熊崎啓文
- 受験計画監修 - 緑鐵受験指導ゼミナール
- 高校認定試験問題 - 第一高等学院
- 癌治療スーパーバイザー - 中川恵一
- 看護指導 - 清水俊恵
- 撮影監督 - 高間賢治
- 編集 - 森下博昭
- 音楽 - 三枝成彰
- 主題歌 - 星野みちる「ガンバレ!」
- 照明 - 上保正道
- 装飾 - 清水晋治
- 録音 - 坂上賢治
- 合成・タイトル - マリンポスト
- 機材協力 - パナソニック（Studio DU）
- 現像 - IMAGICA
- スタジオ - 日活撮影所
- プロデューサー - 田中和彦（ティー・オー・ピー）、中林千賀子（ブースタープロジェクト）
- 制作プロダクション - ティー・オー・ピー
- 配給 - 大風、アルゴ・ピクチャーズ

## 受賞歴
- 第5回モナコ国際映画祭 エンジェル・フィルム・アワード
  - 最優秀作品賞
  - 最優秀男優賞 - 豊原功補
  - 最優秀女優賞 - 寺島咲
  - 最優秀脚本賞 - 武田樹里

## 関連商品
ノベライズ
- 和田秀樹『受験のシンデレラ』（2008年3月6日、小学館文庫、ISBN 978-4-09-408254-8）

## テレビドラマ
映画を原作としたテレビドラマが、NHK BSプレミアムの「プレミアムドラマ」枠で2016年7月10日から8月28日まで放送された。全8回。

### キャスト（テレビドラマ）
- 五十嵐透 - 小泉孝太郎

主人公。東大卒。東門ゼミナール創設者にして、指導した生徒の東大合格率は90%と謳われた凄腕予備校講師であり順風満帆な日々を送っていたが、大手との提携話を拒んだため部下であった木村に反旗を翻され東門を追い出されてしまう。また同じ頃、脳に腫瘍があることが発覚し、絶望していた時に遠藤真紀に出会う。
- 遠藤真紀 - 川口春奈

母子家庭で極貧生活を送り、夜間定時制高校に通っている。いつかはこの生活から抜け出すことを夢見ているときに五十嵐に出会い、ともに東大合格を目指す。
- 遠藤千枝子 - 富田靖子

真紀の母。母子家庭であり、スナックで働いている。
- 宮間塔子 - 山口紗弥加

五十嵐の元妻であり東大生時代に東門ゼミナールを立ち上げた一人。現在は弁護士をしているが思わぬところで五十嵐と再会を果たす。
- 沖田裕太 - 山田裕貴

真紀が夜間定時制で通っている高校の全日制課程の生徒。野球部に所属していたが東大を目指すために3年春に引退する。真紀に恋心を抱いている。
- 木村秀一 - 松尾諭

五十嵐らとともに東大生時代に東門ゼミナールを立ち上げた一人。現在でも唯一、五十嵐の下で働いているが実質の会社経営は木村が全て担っている模様。方針の違いから五十嵐を東門から追い出す。
- 村井和也 - 川原一馬

真紀のクラスメイト。
- 松本聖菜 - 遠藤新菜

野球部マネージャー。裕太に片想いをしている。
- 幸坂先生 - 夙川アトム

東門ゼミナール講師。
- 宇佐美優美 - 原田佳奈

宇佐美の妻。
- 宇佐美宏一 - 児嶋一哉（アンジャッシュ）

五十嵐らとともに東大生時代に東門ゼミナールを立ち上げた一人。一度は企業に就職したが脱サラし、現在では妻と2人でお好み焼き店を切り盛りしている。
- 小宮淳一 - 袴田吉彦

五十嵐らとともに東大生時代に東門ゼミナールを立ち上げた一人。現在は大学病院の医師であり、五十嵐の主治医を務めることになる。
- 早乙女亮子 - MEGUMI

五十嵐の妹。
- 黒田洋一 - 田鍋謙一郎
- 沖田早織 - 宮田早苗

裕太の母。
- 早乙女大河 - 田中奏生
- 早乙女悠馬 - 大山蓮斗
- 五十嵐義也 - 小野寺昭

五十嵐の父。田舎町で長年漁師をしていたが、数年前に遭難したのを機に引退している。
- 所長 - 大河内浩

透子が勤める弁護士事務所の所長。

### スタッフ（テレビドラマ）
- 原作 - 和田秀樹『受験のシンデレラ』（2008年、小学館、ISBN 9784094082548）
- 脚本 - 山岡潤平、武井彩、武田樹里
- 音楽 - 末廣健一郎
- 演出 - 植田泰史、木下高男（共同テレビジョン）
- 主題歌 - さかいゆう「But It's OK!」[3]
- 制作統括 - 後藤高久（NHKコンテンツ開発センター）、森安彩（共同テレビジョン）

### 放送日程
| 各回   | 放送日  | ラテ欄                               | 脚本              | 演出     |
| ------ | ------- | ------------------------------------ | ----------------- | -------- |
| 第1回  | 7月10日 | 東大を目指せ! 人生をかけた受験バトル | 山岡潤平          | 植田泰史 |
| 第2回  | 7月17日 | 五十嵐、塾会長解任 その時真紀は?     | 武井彩            | 植田泰史 |
| 第3回  | 7月24日 | 五十嵐入院、真紀の母失踪・東大赤信号 | 武田樹里 山岡潤平 | 植田泰史 |
| 第4回  | 7月31日 | 五十嵐、余命1年! 真紀の全国模試は?   | 武井彩            | 木下高男 |
| 第5回  | 8月07日 | 五十嵐、病気発覚! 真紀の東大受験は?  | 山岡潤平          | 木下高男 |
| 第6回  | 8月14日 | 五十嵐、父と再会                     | 武井彩            | 植田泰史 |
| 第7回  | 8月21日 | 五十嵐VS千枝子! 真紀の東大受験は?    | 山岡潤平          | 木下高男 |
| 最終回 | 8月28日 | 東大合格なるか!                      | 山岡潤平 武井彩   | 植田泰史 |

| NHK BSプレミアム プレミアムドラマ    | NHK BSプレミアム プレミアムドラマ            | NHK BSプレミアム プレミアムドラマ  |
| 前番組                               | 番組名                                       | 次番組                             |
| ------------------------------------ | -------------------------------------------- | ---------------------------------- |
| 奇跡の人 （2016年4月24日 - 6月12日） | 受験のシンデレラ （2016年7月10日 - 8月28日） | 隠れ菊 （2016年9月4日 - 10月23日） |